# Centraal-Griekenland
Centraal-Griekenland (Grieks: Στερεά Ελλάδα, Sterea Ellada) is een van de dertien periferieën (regio's) van Griekenland. Het is gelegen in het midden van het Griekse vasteland. In het zuiden grenst de regio aan Attica en Peloponnesos, in het westen aan West-Griekenland en in het noorden aan Thessalië en Epirus. Het is de meest bergachtige Griekse regio.

## Bestuurlijke indeling
Centraal-Griekenland bestaat uit vijf regionale eenheden (perifereiaki enotita): Euboea (Εύβοια), Evrytania (Ευριτανία), Fokida (Φωκίδα), Fthiotis (Φθιωτίδα) en Boeotië (Βοιωτία). Deze hadden voor 2011 de status van departementen (nomi), maar hebben thans geen eigen bestuur meer.
In Centraal-Griekenland liggen 25 van de 325 Griekse gemeenten.
Attica · Centraal-Griekenland · Centraal-Macedonië · Epirus · Ionische Eilanden · Kreta · Noord-Egeïsche Eilanden · Oost-Macedonië en Thracië · Peloponnesos · Thessalië · West-Griekenland · West-Macedonië · Zuid-Egeïsche Eilanden

Autonome Monastieke Staat van de Heilige Berg (Athos)

Periferie-districten · Gemeenten